# Templo y exconvento de San Marcos Apóstol (Mexicaltzingo)
El exconvento de San Marcos Apóstol de Mexicaltzingo es un templo católico y monumento histórico ubicado en el antiguo altépetl y posterior pueblo de San Marcos Mexicaltzingo, hoy parte de la alcaldía Iztapalapa al suroriente de la capital mexicana. Fue construido encima del edificio principal del altépetl por los frailes franciscanos en 1560 y en sus inmediaciones se situó un antiguo embarcadero mexica.

## Historia

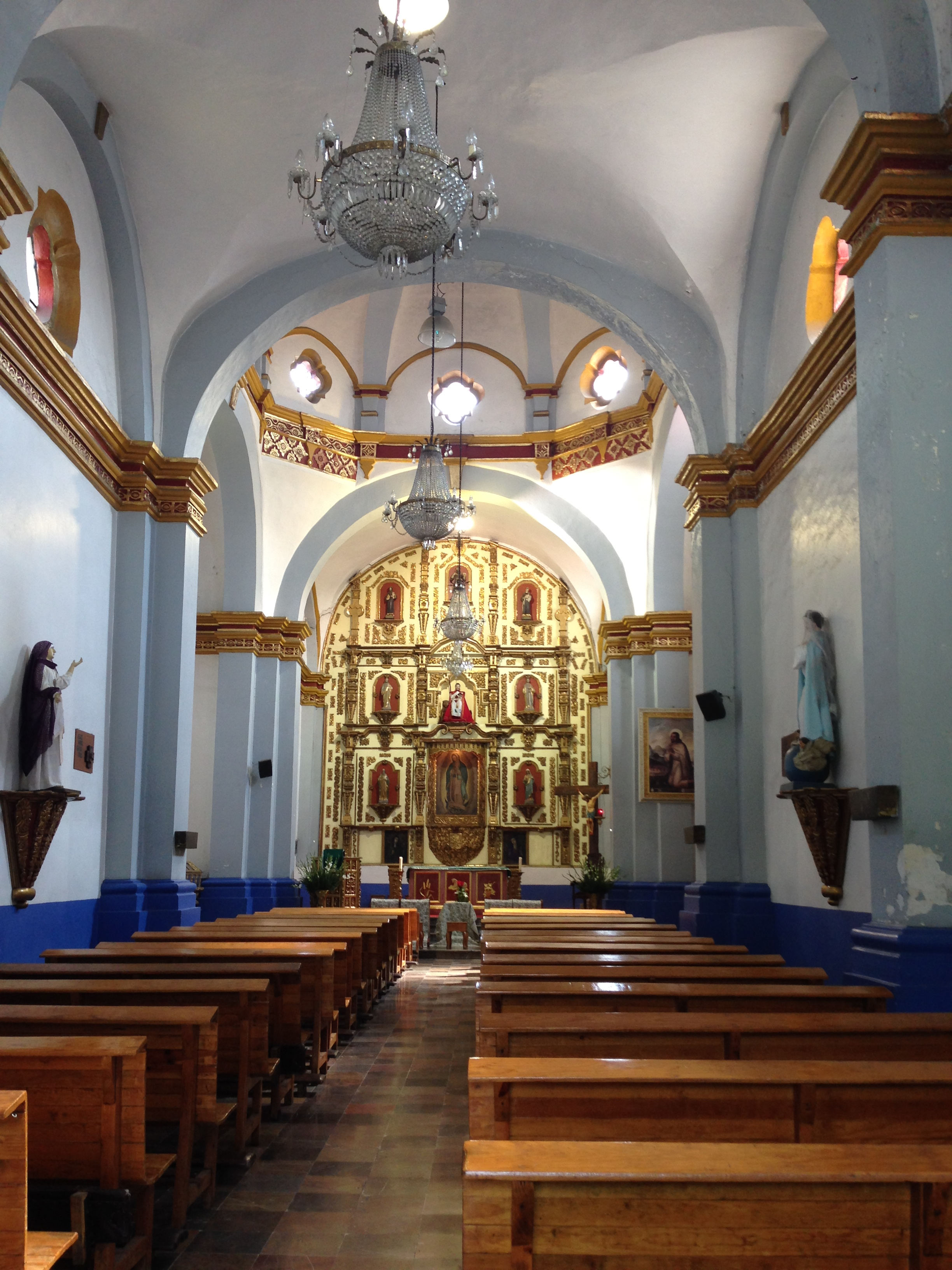
Interior del Ex convento de San Marcos Apóstol de Mexicaltzingo

El actual edificio virreinal se encuentra asentado sobre los restos del Templo Mayor de Mexicaltzingo. En 1983, mientras se realizaban las obras de recimentación se descubrieron, en una serie de pozos excavados en el interior de la iglesia y el claustró, elementos arquitectónicos correspondientes a pisos de grandes plataformas y escalinatas que mostraron un bran basamento prehispánico que habrían pasado por varias etapas constructivas. Así mismo en 1991, durante la construcción del cercano Campus Sur de la Universidad Tecnológica de México, se encontraron restos de residencias de nobles locales.
Al igual que la mayoría de los templos de la época, no se sabe con exactitud la fecha de su fundación. Sin embargo, el templo aparece representado en el mapa de Uppsala, elaborado en 1555 y atribuido al cosmógrafo Alonso de Santa Cruz. En el mapa el templo aparece en su actual emplazamiento, en el cruce del Canal de la viga (actual Calzada de la Viga) y la antigua calzada de Iztapalapa (actual Calzada Ermita-Iztapalapa)
En 1952 fue cerrado para su consolidación, y en 1959 fue cerrado el panteón que funcionaba en el atrio mismo del templo, trasladándose los restos de las personas enterradas a unas criptas en el mismo templo. Su convento contaba, como muchos de la arquitectura conventual misionera, de un segundo piso que ya no existe.
En este templo fue hallado una imagen de Cristo hecha con pasta de caña que tras un análisis se halló que tenía códices con inscripciones en náhuatl.
La iglesia tiene planta de cruz latina cubierta con una bóveda de cañón con lunetos, en el crucero se levanta una cúpula octagonal , sin tambor, rematada por una linternilla, la portada tiene columnas salomónicas en el primer cuerpo.